# Million Eyes
| Sortie     | 2016     |
| Producteur | Luuk Cox |
| Durée      | 4:11     |

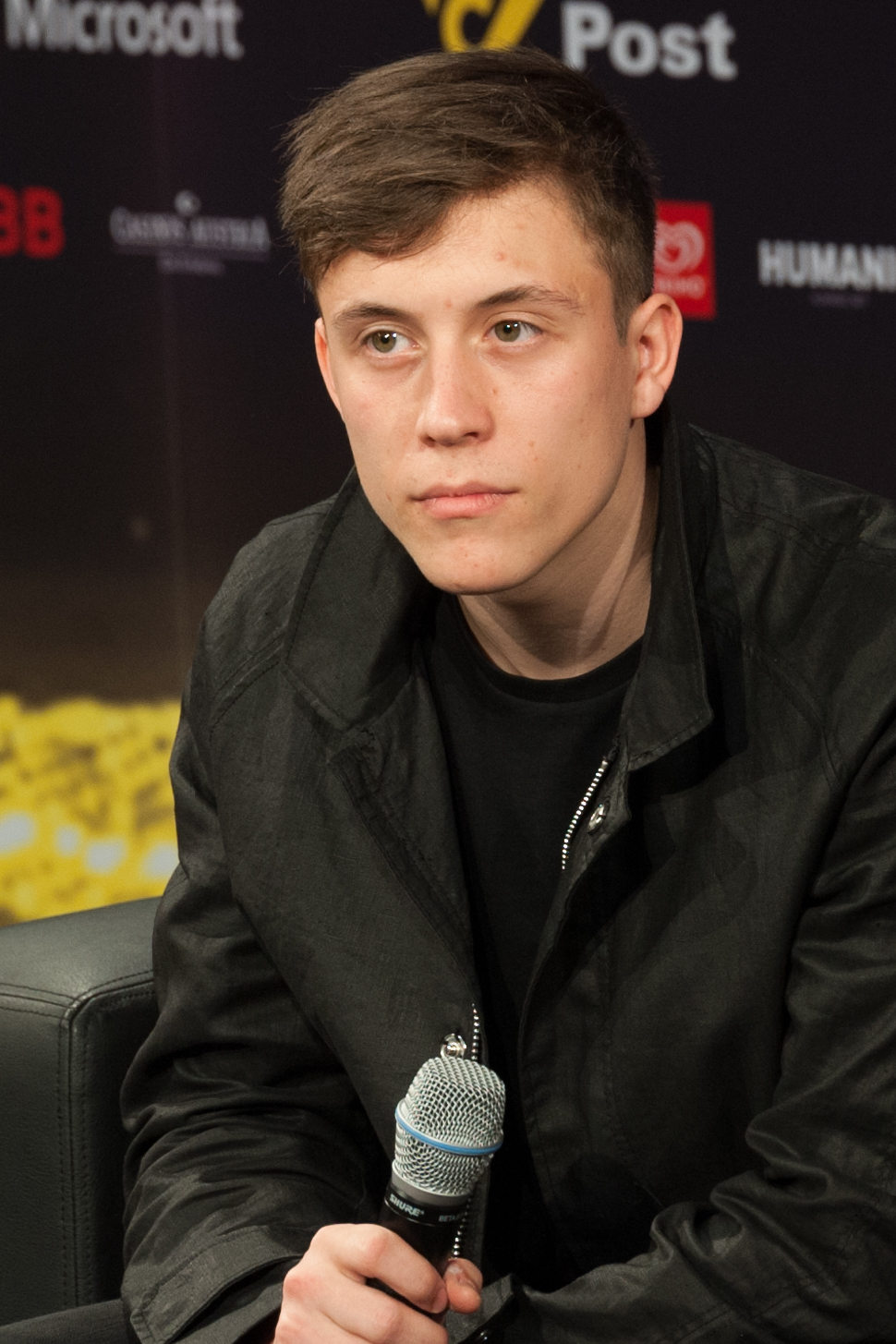
Loic Nottet en interview

Million Eyes est une chanson du chanteur et danseur belge Loïc Nottet. Elle est produite par Luuk Cox et a été mise en ligne sur tous les sites de téléchargement le 27 octobre 2016. Elle est l'un des 12 titres repris dans le premier album de Loïc Nottet Selfocracy qui sort le 31 mars 2017.

## Charts
La chanson est entrée directement en 2e position des Charts en Belgique francophone et a atteint la 2e place du top téléchargements en France. Le 26 janvier 2017, lors de la soirée des D6bels Music Awards, Loïc Nottet reçoit un disque d'or pour avoir vendu 10000 unités en Belgique.
Le 15 décembre 2017 Million Eyes est certifié disque de diamant en France. 
| Pays          | Peak |
| ------------- | ---- |
| Belgique (FL) | 23   |
| Belgique (W)  | 2    |
| France        | 2    |
| Suisse        | 43   |